# Ferrari 458 Italia GTC
La Ferrari 458 Italia GTC è un'automobile da competizione costruita dalla casa automobilistica italiana Ferrari per disputare gare Endurance nella categoria GTE.

## Caratteristiche tecniche
La 458 Italia GTC è una vettura Gran Turismo realizzata da Ferrari Corse Clienti in collaborazione con Michelotto Automobili sulla base della berlinetta 458 Italia per partecipare alle gare Endurance nella classe GTE.

### Telaio
Tipo: monoscocca
Materiale: alluminio
Sospensioni: anteriori a triangoli sovrapposti, posteriori: multilink
Freni: a disco, anteriori 380 x 35 mm, posteriori 332 x 32 mm

### Trasmissione
Trazione: posteriore
Cambio: sequenziale Hewland a 6 rapporti e retromarcia
Cerchi: 18 pollici in lega leggera
Pneumatici anteriori: 325/650/18” Pirelli, 30/65/18” Michelin, 300/660/18” Dunlop
Pneumatici posteriori 325/705/18” Pirelli, 31/71/18” Michelin, 310/710/18” Dunlop

### Motore
Tipo: V8 90°
Monoblocco: lega di alluminio
Posizione: posteriore
Alesaggio e corsa: 94 x 81
Cilindrata totale: 4498 cm3
Potenza massima: 346,75 Kw (465 CV) a 6250 giri/min
Coppia massima: 520 Nm (50 KGM) a 5750 giri/minuti

### Dimensioni e peso
Lunghezza: 4518 mm
Larghezza: 2036 mm
Altezza: 1160 mm
Passo: 2650 mm
Carreggiata anteriore: 1720 mm
Carreggiata posteriore: 1688 mm
Peso a secco: 1245 Kg
Serbatoio: 90 lt

### Differenze con la versione stradale
Rispetto alla versione stradale la GTC adotta prese d'aria NACA, uno splitter frontale più grande, minigonne, un diffusore più deportante ed un alettone posteriore. Il peso è stato ridotto di 250 chilogrammi, mentre il motore è stato depotenziato di oltre 100 CV a causa delle modifiche all'aspirazione eseguite per rispettare i regolamenti internazionali. Il cambio a 7 rapporti è invece stato sostituito da uno a 6 marce sequenziale Hewland. Altre differenze riguardano l'adozione di cerchi di diametro minore e pneumatici, prodotti da Pirelli, Michelin, Dunlop e Hankook, maggiorati rispetto a quelli di uso stradale.

## Storia
Dopo i successi ottenuti nella categoria GTC con la 360 Modena GT, la 360 Modena GTC e la F430 GTC, nel dicembre del 2010 la Ferrari ha introdotto a Fiorano sulla base della 458 Italia una nuova vettura aderente al regolamento GTE da fornire ai propri Team: la 458 Italia GTC. La 24 Ore di Le Mans e i Campionati internazionali rappresentano il terreno di caccia per tale auto. Oltre alla versione GTC la 458 Italia è stata preparata in altre tre diverse configurazioni: la 458 Italia Challenge per il Ferrari Challenge, la 458 Italia GT3 per i Campionati riservati a vetture con specifiche GT3 e la 458 Italia Grand AM per la serie americana Grand AM e la 24 Ore di Daytona.

### 2011

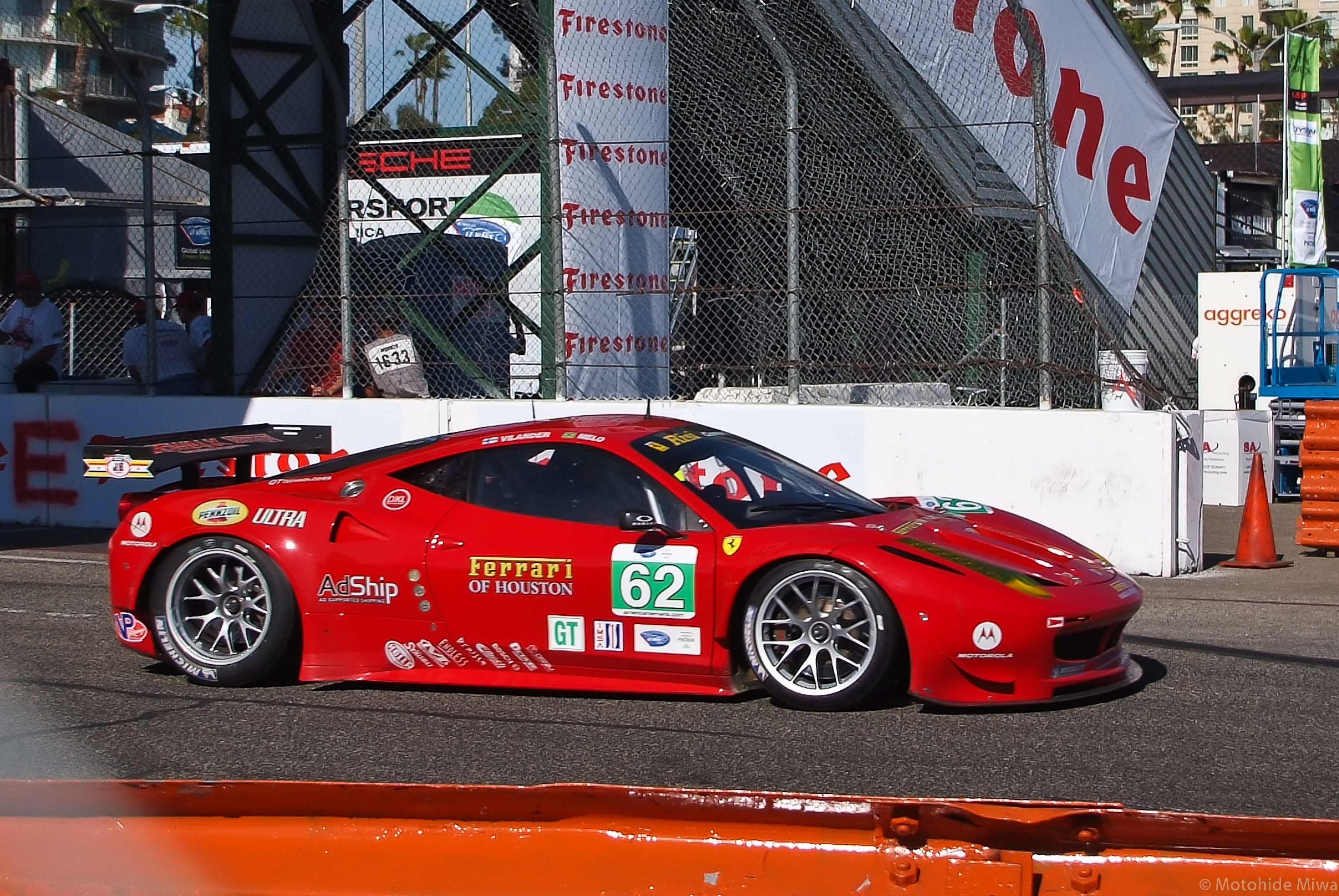
La 458 Italia GTC del Team Risi Competizione, la prima squadra a portare in gara la vettura nel 2011.

La 458 Italia GTC ha debuttato in gara nel marzo del 2011 in occasione della 12 Ore di Sebring, primo appuntamento stagionale dell'Intercontinental Le Mans Cup (Campionato del Mondo Endurance a titolazione ACO) e dell'American Le Mans Series (serie Endurance Nordamericana gestita dall'IMSA). La vettura si è dimostrata subito competitiva, ma non ancora perfetta nella messa a punto. Durante il prosieguo dell'ALMS si è però aggiudicata due successi, il primo a Road America con il Team Risi Competizione ed il secondo alla Petit Le Mans con la squadra AF Corse. La BMW è invece stata in grado di conquistare i Titoli Costruttori, Team e Piloti GT ed il successo alla 12 Ore di Sebring.
Nelle altre gare dell'ILMC invece la 458 Italia GTC è stata protagonista di un vero e proprio dominio, aggiudicandosi quattro delle sette gare in calendario con due doppiette e due vittorie. Il merito è stato soprattutto di AF Corse, che oltre ad aver vinto la Petit Le Mans, valida sia per l'ALMS che per l'ILMC, ha trionfato alla 6 Ore di Spa-Francorchamps, alla 6 Ore di Imola e alla 6 Ore di Silverstone. Alla 24 Ore di Le Mans ha invece ottenuto il secondo posto dietro a Chevrolet Corvette. Con questi risultati la Ferrari ha vinto il Titolo Costruttori GTE con una prova d'anticipo, sconfiggendo la concorrenza di BMW, Porsche, Chevrolet Corvette, Aston Martin e Lotus, mentre AF Corse ha guadagnato quello Team GTE PRO nell'ultimo decisivo round di Zhuhai. In questo Campionato non è mai esistita una Classifica Piloti.
Nell'European Le Mans Series (serie Endurance Europea a gestione ACO) la 458 Italia GTC ha conquistato il successo in tutte le cinque gare disputate, con una tripletta, tre doppiette ed una vittoria. Alla 6 Ore di Le Castellet ha ottenuto la sua prima vittoria in carriera grazie ad una tripletta condotta da JMW Motorsport davanti ad AF Corse e Farnbacher Racing. JMW Motorsport si è affermata nuovamente nell'ultimo appuntamento, la 6 Ore dell'Estoril. AF Corse si è aggiudicata invece le altre tre prove ovvero la 6 Ore di Spa-Francorchamps, la 6 Ore di Imola e la 6 Ore di Silverstone, valevoli sia per l'ILMC che per l'ELMS. A fine stagione la Ferrari ha primeggiato nella Classifica Costruttori GTE, con Porsche e Aston Martin relegate in seconda e terza posizione, AF Corse in quella Team GTE PRO e l'equipaggio composto da Gimmi Bruni e Giancarlo Fisichella in quella Piloti GTE PRO.

## Vittorie
Nel FIA World Endurance Championship ha vinto tre Titoli Costruttori GT ed altrettanti allori Team GTE PRO con la squadra AF Corse, conquistati tutti consecutivamente nelle stagioni 2012, 2013 e 2014. Nel 2013, con l'istituzione di una Classifica Piloti GT, ha ottenuto anche la sua prima corona Piloti GT con Gimmi Bruni, risultato bissato l'anno successivo con lo stesso Bruni e Toni Vilander. Nel 2013, 2015 e 2016 è arrivato anche il successo tra i Team GTE AM grazie ad 8Star Motorsports, SMP Racing e AF Corse rispettivamente, mentre quello tra i Piloti GTE AM è giunto nel 2015 e 2016.

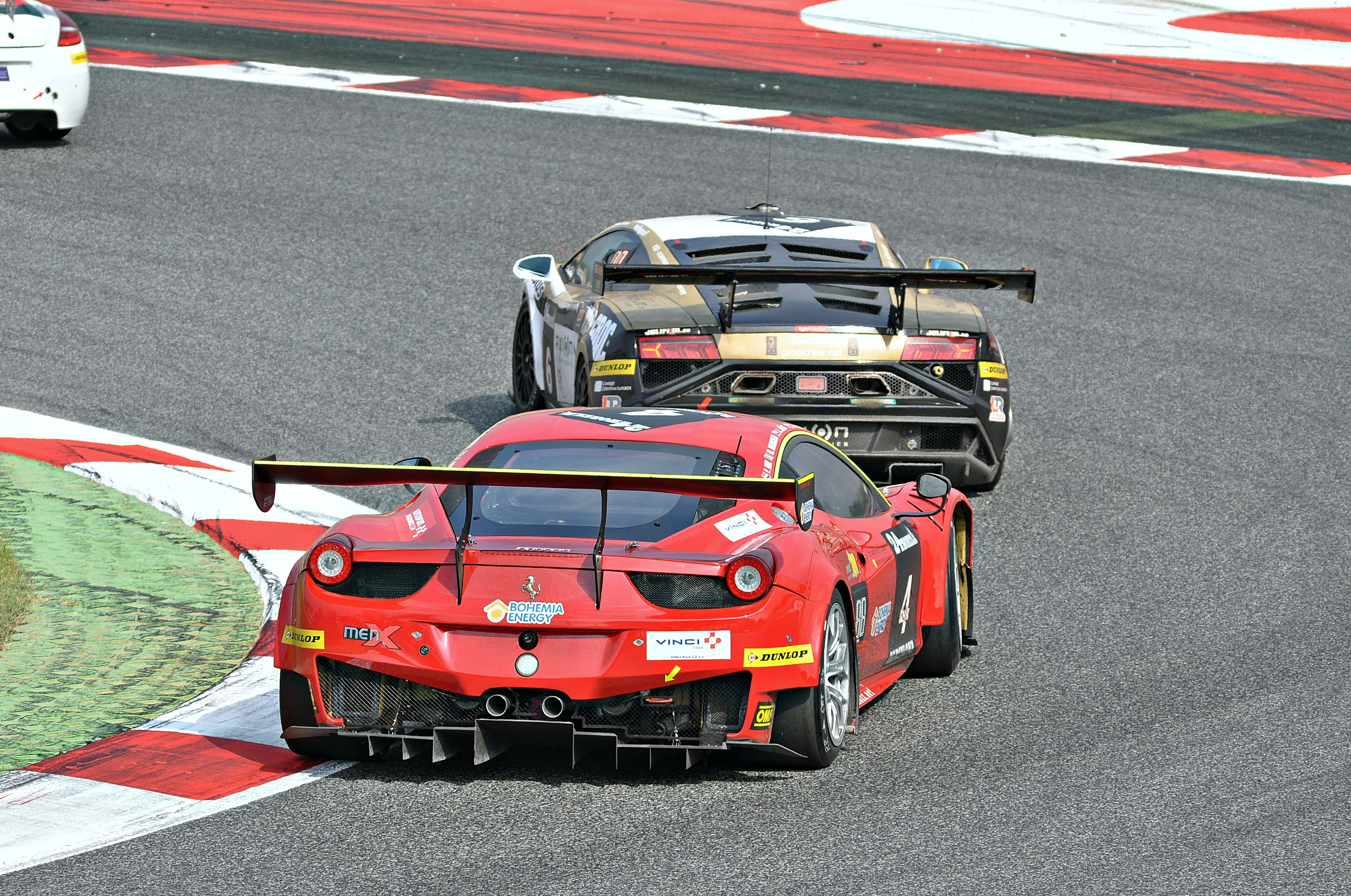
Posteriore di una 458 GT3 alla 24 ore di Barcellona 2014

Sempre in campo internazionale la vettura di Maranello si è aggiudicata l'Intercontinental Le Mans Cup nel 2011, portando a casa i Titoli Costruttori GT e Team GTE PRO.
Ha vinto la 24 Ore di Le Mans quattro volte, nel 2012 e 2014 in classe GTE PRO con il trio composto da Bruni, Vilander e Giancarlo Fisichella e nel 2015 e 2016 in quella GTE AM con gli equipaggi formati da Andrea Bertolini, Viktor Shaitar e Alexey Basov e Townsend Bell, Jeff Segal e Bill Sweedler. Nel 2011 e 2012 ha trionfato alla Petit Le Mans.
A livello europeo nell'European Le Mans Series ha vinto i Titoli Team e Piloti nella propria categoria per cinque anni di fila, mentre nel 2011 si è anche affermata nella Classifica Costruttori - abolita al termine della stagione 2012. Nell'International GT Open, dove ha corso fino al 2013, ha guadagnato il Titolo Assoluto e quello Piloti Super GT tre volte, mentre in due occasioni ha ottenuto anche quelli Costruttori e Team Super GT.
Tra i suoi primati vanta anche la vittoria delle corone Team e Piloti GTE dell'Asian Le Mans Series nel 2013.
In America è stata impegnata fino al 2013 nell'American Le Mans Series, mentre nel 2014 e 2015 ha gareggiato nel Tudor United SportsCar Championship.
La versione GT3 ha vinto nel 2014 la 24 Ore di Daytona in classe GTD e la classifica assoluta della 12 Ore di Bathurst.

## Palmarès
- 2011

Petit Le Mans classe LMGTE Pro/GT ILMC, ALMS (AF Corse, Gianmaria Bruni, Giancarlo Fisichella, Pierre Kaffer)
Campionato squadre classe LMGTE Pro ELMS (AF Corse)
Classifica piloti classe LMGTE Pro ELMS (Gianmaria Bruni, Giancarlo Fisichella)
Classifica squadre classe LMGTE Pro ILMC (AF Corse)
Classifica costruttori GT ILMC
6 Ore di Spa classe LMGTE Pro ILMC, ELMS (AF Corse, Gianmaria Bruni, Giancarlo Fisichella)
6 Ore di Imola classe LMGTE Pro ILMC, ELMS (AF Corse, Toni Vilander, Jaime Melo)
6 Ore di Silverstone classe LMGTE Pro ILMC , ELMS (AF Corse, Gianmaria Bruni, Giancarlo Fisichella)
4 Ore di Road America Road Race Showcase classe GT ALMS (Risi Competizione, Toni Vilander, Jaime Melo)
6 Ore di Castellet classe LMGTE PRO ELMS (JMW Motorsport, Rob Bell, James Walker)
6 Ore di Estoril classe LMGTE PRO ELMS (JMW Motorsport, Rob Bell, James Walker)
- 2012

24 Ore di Le Mans classe LMGTE Pro (AF Corse, Gianmaria Bruni, Giancarlo Fisichella, Toni Vilander)
Petit Le Mans classe GT ALMS (Extreme Speed Motorsport, Scott Sharp, Johannes Van Overbeek, Toni Vilander)
Classifica squadre classe LMGTE Pro ELMS (JMW Motorsport)
Classifica piloti classe LMGTE Pro ELMS
Trofeo squadre classe LMGTE Pro FIA WEC (AF Corse)
 Coppa del mondo costruttori GT FIA WEC
6 Ore di Silverstone classe LMGTE Pro FIA WEC (AF Corse, Gianmaria Bruni, Giancarlo Fisichella)
6 Ore di San Paolo classe LMGTE Pro FIA WEC (AF Corse, Gianmaria Bruni, Giancarlo Fisichella)
6 Ore del Bahrain classe LMGTE Pro FIA WEC (AF Corse, Giancarlo Fisichella, Toni Vilander)
2 Ore e 45 Minuti Grand Prix of Mosport classe GT ALMS (Extreme Speed Motorsport, Scott Sharp, Johannes Van Overbeek)
6 Ore di Silverstone classe LMGTE Am FIA WEC (AF Corse-Waltrip, Piergiuseppe Pierazzini, Marco Cioci, Matt Griffin)
6 Ore di Castellet classe LMGTE PRO ELMS (JMW Motorsport, Jonny Cocker, James Walker)
6 Ore di Donington classe LMGTE PRO ELMS (JMW Motorsport, Jonny Cocker, Allan Simonsen)
- 2013

Classifica squadre classe GTE ELMS (RAM Racing)
Classifica piloti classe GTE ELMS
Trofeo squadre classe LMGTE Pro FIA WEC (AF Corse)
Trofeo squadre classe LMGTE Am FIA WEC (8 Star Motorsport)
 Coppa del mondo costruttori GT FIA WEC
 Coppa del mondo piloti GT FIA WEC (Gianmaria Bruni)
6 Ore di Spa classe LMGTE Pro FIA WEC (AF Corse, Gianmaria Bruni, Giancarlo Fisichella)
6 Ore di Interlagos classe LMGTE Pro FIA WEC (AF Corse, Gianmaria Bruni, Giancarlo Fisichella)
6 Ore del Bahrain classe LMGTE Pro FIA WEC (AF Corse, Gianmaria Bruni, Toni Vilander)
2 Ore e 45 Minuti Virginia Oak Tree Grand Prix classe GT ALMS (Risi Competizione, Matteo Malucelli, Olivier Beretta)
6 Ore di Spa classe LMGTE Am FIA WEC (8 Star Motorsport, Enzo Potolicchio, Rui Aguas, Matteo Malucelli)
6 Ore di Shanghai classe LMGTE Am FIA WEC (8 Star Motorsport, Enzo Potolicchio, Rui Aguas, Davide Rigon)
3 Ore di Imola classe LMGTE ELMS (Ram Racing, Matt Griffin, Johnny Mowlem)
3 Ore del Red Bull Ring classe LMGTE ELMS (Ram Racing, Matt Griffin, Johnny Mowlem)
3 Ore di Le Castellet classe LMGTE ELMS (Ram Racing, Matt Griffin, Johnny Mowlem)
- 2014

24 Ore di Le Mans classe LMGTE Pro FIA WEC (AF Corse, Gianmaria Bruni, Giancarlo Fisichella, Toni Vilander)
 Coppa del mondo costruttori GT FIA WEC
 Coppa del mondo piloti GT FIA WEC (Gianmaria Bruni, Toni Vilander)
Trofeo squadre classe LMGTE Pro FIA WEC (AF Corse)
Classifica squadre classe LMGTE ELMS (SMP Racing)
Classifica piloti classe LMGTE ELMS (Andrea Bertolini, Viktor Shaytar, Sergey Zlobin)
6 Ore di Spa classe LMGTE Pro FIA WEC (AF Corse, Gianmaria Bruni, Toni Vilander)
6 Ore del Fuji classe LMGTE Pro FIA WEC (AF Corse, Gianmaria Bruni, Toni Vilander)
6 Ore di Bahrain classe LMGTE Pro FIA WEC (AF Corse, Gianmaria Bruni, Toni Vilander)
2 Ore e 45 Minuti Road America Continental Tire Road Race Showcase classe GTLM IMSA (Risi Competizione, Giancarlo Fisichella, Pierre Kaffer)
2 Ore e 45 Minuti Virginia Oak Tree Grand Prix classe GTLM IMSA (Risi Competizione, Giancarlo Fisichella, Pierre Kaffer)
6 Ore di Spa classe LMGTE Am FIA WEC (AF Corse, Luis Perez Companc, Marco Cioci, Mirko Venturi)
4 Ore di Silverstone classe LMGTE ELMS (AF Corse, Michele Rugolo, Matt Griffin, Duncan Cameron)
4 Ore di Imola classe LMGTE ELMS (SMP Racing, Andrea Bertolini, Viktor Shaytar, Sergey Zlobin)
4 Ore del Red Bull Ring classe LMGTE ELMS (AF Corse, Michele Rugolo, Matt Griffin, Duncan Cameron)
4 Ore di Le Castellet classe LMGTE ELMS (AF Corse, Michele Rugolo, Matt Griffin, Duncan Cameron)
4 Ore di Estoril classe LMGTE ELMS (SMP Racing, Andrea Bertolini, Viktor Shaytar, Sergey Zlobin)
- 2015

24 Ore di Le Mans classe LMGTE Am FIA WEC (SMP Racing, Andrea Bertolini,Aleksey Basov, Viktor Shaytar)
Trofeo squadre classe LMGTE Am FIA WEC (SMP Racing)
Trofeo piloti classe LMGTE Am FIA WEC (Andrea Bertolini, Aleksey Basov, Viktor Shaytar)
Classifica squadre classe LMGTE Am ELMS (Formula Racing)
Classifica piloti classe LMGTE Am ELMS (Andrea Rizzoli, Johnny Laursen, Mikkel Mac)
6 Ore di Silverstone classe LMGTE Pro FIA WEC (AF Corse, Gianmaria Bruni, Toni Vilander)
6 Ore del Fuji classe LMGTE Pro FIA WEC (AF Corse, Gianmaria Bruni, Toni Vilander)
6 Ore del Nurburgring classe LMGTE Am FIA WEC (SMP Racing, Andrea Bertolini,Aleksey Basov, Viktor Shaytar)
6 Ore del Circuito delle Americhe classe LMGTE Am FIA WEC (SMP Racing, Andrea Bertolini,Aleksey Basov, Viktor Shaytar)
6 Ore di Shanghai classe LMGTE Am FIA WEC (AF Corse, Francois Perrodo, Emmanuel Collard, Rui Aguas)
4 Ore di Imola classe LMGTE ELMS (AT Racing, Alexander Talkanitsa Jr, Alexander Talkanitsa Sr, Alessandro Pier Guidi)
4 Ore del Red Bull Ring classe LMGTE ELMS (Formula Racing, Andrea Rizzoli, Johnny Laursen, Mikkel Mac)
4 Ore di Le Castellet classe LMGTE ELMS (Formula Racing, Andrea Rizzoli, Johnny Laursen, Mikkel Mac)
- 2016

24 Ore di Le Mans classe LMGTE Am (Scuderia Corsa, Townsend Bell, Bill Sweedler, Jeff Segal)
Trofeo squadre classe LMGTE Am FIA WEC (AF Corse)
Trofeo piloti classe LMGTE Am FIA WEC (Francois Perrodo, Emmanuel Collard, Rui Aguas)
6 Ore di Silverstone classe LMGTE Am FIA WEC (AF Corse, Francois Perrodo, Emmanuel Collard, Rui Aguas)
4 Ore del Red Bull Ring classe LMGTE ELMS (JMW Motorsport, Andrea Bertolini, Rory Butcher, Robert Smith)
4 Ore di Le Castellet classe LMGTE ELMS (JMW Motorsport, Andrea Bertolini, Rory Butcher, Robert Smith)
4 Ore di Spa classe LMGTE ELMS (JMW Motorsport, Andrea Bertolini, Rory Butcher, Robert Smith)
RIASSUNTO
2x 24 Ore di Le Mans classe GTE Pro (2012, 2014)
3x FIA WEC Coppa del Mondo Endurance Costruttori GT (2012, 2013, 2014)
2x FIA WEC Coppa del Mondo Endurance Piloli GT (2013, 2014)
1x Intercontinental Le Mans Cup titolo costruttori GT (2011)
13x gare vinte nel Campionato del Mondo Endurance classe GTE Pro
4x gare vinte nell'ILMC classe GTE Pro
2x Petit Le Mans classe GT/GTE Pro/GTLM (2011, 2012)
5x gare vinte nell'American Le Mans Series classe GT
2x gare vinte nell'IMSA Sportscar Championship classe GTLM
2x 24 Ore di Le Mans classe GTE Am (2015, 2016)
3x FIA WEC Trofeo Endurance Team GTE Am (2013, 2015, 2016)
2x FIA WEC Trofeo Endurance Piloti GTE Am (2015, 2016)
10x gare vinte nel Campionato del Mondo Endurance in classe GTE Am
3x European Le Mans Series titolo team GTE (2013, 2014, 2015)
3x European Le Mans Series titolo piloti GTE (2013, 2014, 2015)
2x European Le Mans Series titolo piloti GTE Pro (2011, 2012)
2x European Le Mans Serier titolo team GTE Pro (2011, 2012)
14x gare vinte nell'European Le Mans Series classe GTE
5x gare vinte nell'European Le Mans Series classe GTE Pro

## Stagioni nel Campionato del mondo endurance
Nel 2011 l'Automobile Club de l'Ouest e la Federazione Internazionale dell'Automobile presentano ufficialmente il nuovo Campionato del mondo endurance che si disputerà a partire dal 2012, sulla base dell'Intercontinental Le Mans Cup; riservato a prototipi e vetture granturismo che disputano prove in pista della durata di 6, 12 e 24 ore, è la prima serie con titolazione mondiale dopo la soppressione del Campionato del mondo sportprototipi avvenuta nel 1992. Le vetture sono soggette al Balance of performance, meccanismo ideato dalla FIA per uniformare le prestazioni e aumentare lo spettacolo penalizzando le vetture migliori con limitazioni tecniche. La Ferrari 458 Italia GTC viene impiegata nella classe LMGTE Pro, riservata ai piloti professionisti, e nella LMGTE Am, dedicata anche ai dilettanti.

### 2012

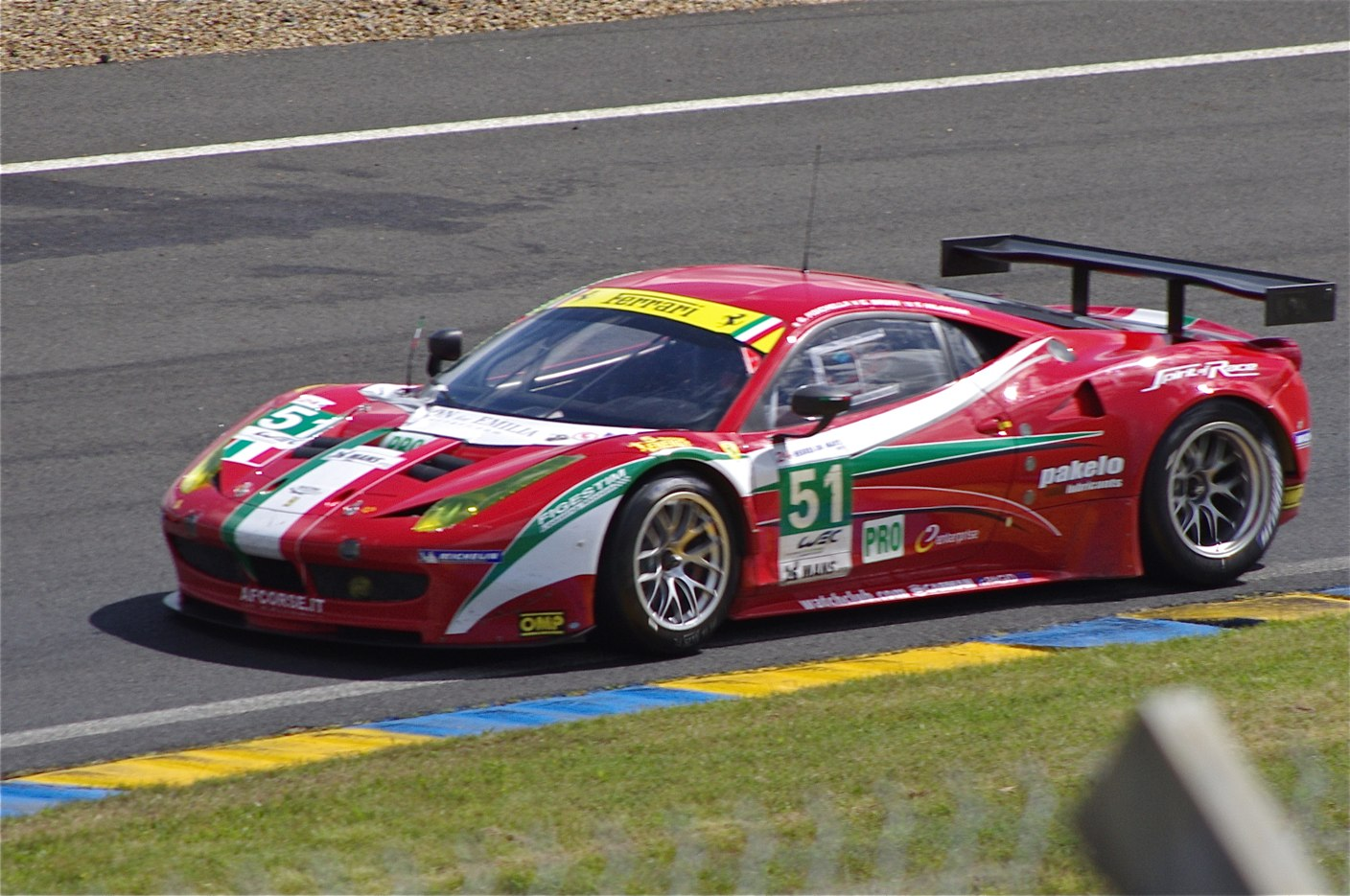
La Ferrari 458 Italia GTC vittoriosa alla 24 Ore di Le Mans con l'equipaggio Bruni, Fisichella e Vilander.

Nel 2012 la AF Corse, Krohn Racing e Luxury Racing schierano la Ferrari 458 Italia GTC per gareggiare contro le Porsche 997 GT3 RS, le Chevrolet Corvette C6.R e Aston Martin Vantage GTE nelle categorie LMGTE Pro ed LMGTE Am.
Alla 12 Ore di Sebring, prova inaugurale, Bruni segna la pole position, ma la macchina viene squalificata e non prende il via della gara, mentre i compagni di scuderia, Bertolini, Cioci e Beretta, tagliano il traguardo in prima posizione. Durante le prove della 24 Ore di Le Mans Fisichella ha un grave incidente che provoca danni irreparabili al telaio della vettura; con un lungo ed efficace lavoro da parte dei meccanici la vettura viene ricostruita intorno ad un telaio nuovo arrivato dall'Italia, su concessione degli organizzatori, permettendo a Vilander di metterla a punto in vista delle qualifiche; l'equipaggio di punta dell'AF Corse formato da Bruni, Fisichella e Vilander riesce ad imporsi nella maratona francese davanti ai piloti del Luxury Racing con la vettura gemella, partiti dalla pole. Con cinque vittorie stagionali la Ferrari si aggiudica la Coppa del mondo costruttori GT e AF Corse il Trofeo squadre LMGTE Pro.

### 2013
Per la stagione 2013 vengono iscritte al campionato cinque Ferrari 458 Italia GT2: le numero 51 e 71 dell'AF Corse per gareggiare nella categoria LMGTE Pro, la 61 sempre della squadra piacentina, la 57 del Krohn Racing e la 81 dell'8 Star Motorsports per la classe LMGTE Am.
Il campionato si annuncia difficile per la Ferrari in quanto alla 458 Italia GTC, dominatrice delle stagioni precedenti, vengono imposte importanti limitazioni tecniche dovute al Balance of Performance; alle Porsche 997 GT3 RSR e Aston Martin V8 Vantage GTE vengono concessi vantaggi in termini di peso e aerodinamica oltre all'utilizzo di flange dell'aspirazione che permettono un incremento della potenza, mentre alla vettura italiana viene imposto un serbatoio più piccolo che vanifica la scelta di adottare l'iniezione diretta per migliorare i consumi. La 458 Italia, grazie al motore centrale che permette un migliore bilanciamento della vettura, sfrutta al meglio le gomme Michelin, in modo particolare con le alte temperature, vantaggio che spesso si rivelerà determinate come il lavoro svolto dalla squadra ufficiale AF Corse che schiera Bruni e Fisichella come equipaggio di punta, affiancati da Vilander e Kobayashi, per puntare al titolo piloti LMGTE Pro istituito da questa stagione.

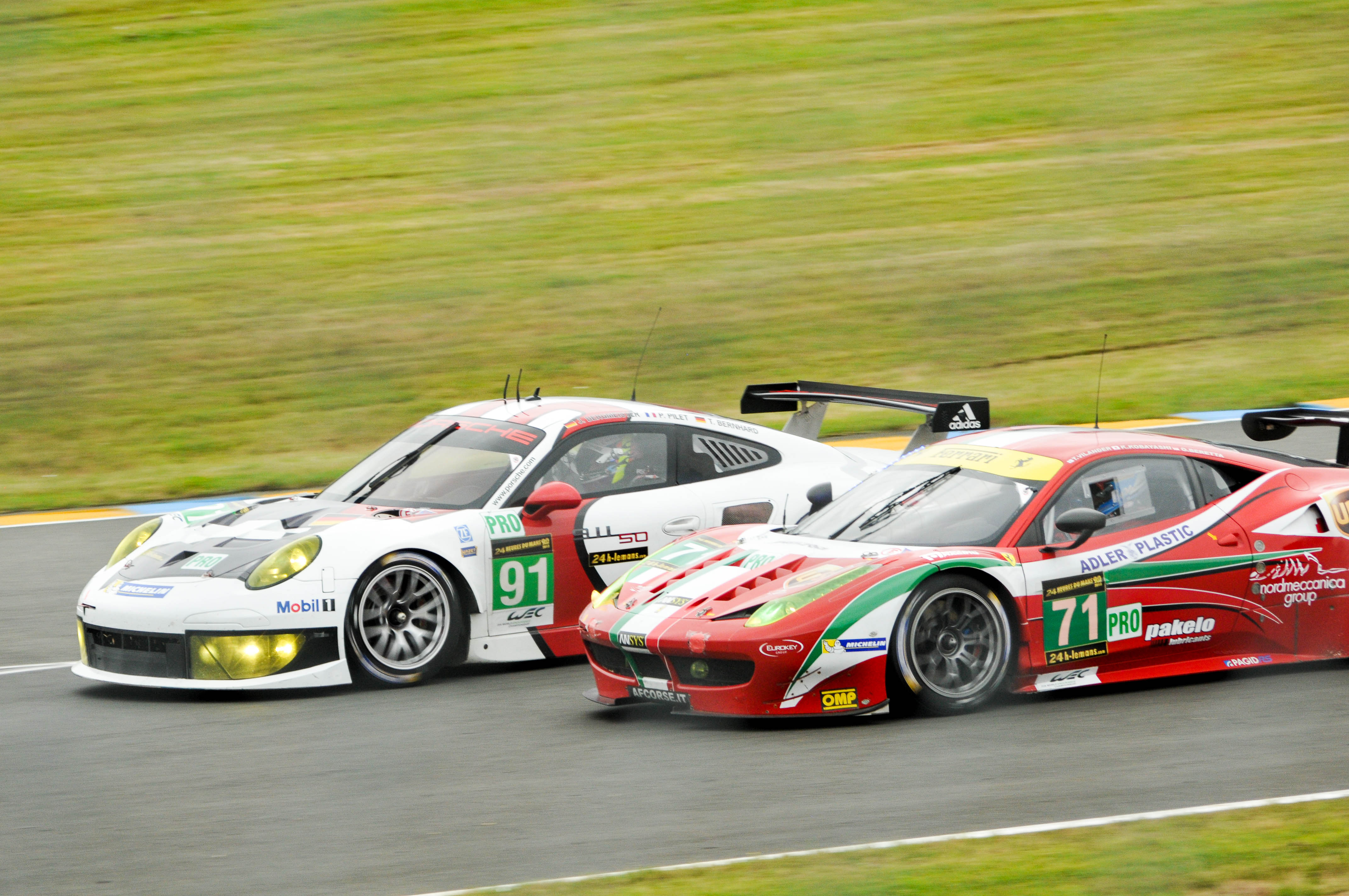
Ferrari e Porsche in bagarre alla 24 Ore di Le Mans del 2013 vinta dalla casa tedesca.

Avvantaggiata dai regolamenti la Aston Martin vince nettamente a Silverstone ma le Ferrari ufficiali riescono ad ottenere il secondo posto con Vilander e Kobayashi e il quinto con Bruni e Fisichella attardati da problemi agli pneumatici e da un testacoda; l'equipaggio italiano trionfa a Spa nonostante alcune penalizzazioni e Potolicchio, Malucelli e Aguas vincono nella categoria LMGTE Am riservata ai dilettanti, mentre alla 24 Ore di Le Mans, dominata dalla Porsche, gli equipaggi formati per questa gara da Vilander, Kobayashi, Beretta e Bruni, Fisichella, Malucelli non vanno oltre il quinto e sesto posto. La successiva 6 Ore di São Paulo vede la vettura di Bruni e Fisichella battere di misura l'Aston Martin poi vittoriosa ad Austin precedendo due Ferrari. A causa di un violento tifone, la 6 Ore del Fuji, disputata interamente dietro la safety car, viene sospesa dopo pochi giri con le Ferrari classificate al secondo e ottavo posto, mentre con una doppietta a Shanghai le Aston Martin conquistando il primato nella classifica costruttori e piloti mentre la Ferrari si impone nella categoria dei dilettanti con Aguas, Potolicchio e Rigon.
Per l'ultima prova in calendario, la 6 Ore del Bahrain, AF Corse cambia gli equipaggi affiancando Vilander a Bruni e Kobayashi a Fisichella per dare ai due italiani maggiori possibilità di conquistare il campionato, scelta che si rivelerà corretta; grazie anche al ritiro delle due Aston Martin ufficiali e ad alcuni problemi delle Porsche, le due vetture si piazzano al primo e al terzo posto con Bruni, vincitore della gara, che si aggiudica la Coppa del mondo piloti LMGTE precedendo in classifica Fisichella, la Ferrari vince la Coppa del mondo costruttori GT, AF Corse il Trofeo squadre LMGTE Pro e 8 Star Motorsports il Trofeo squadre LMGTE Am.

### Risultati completi
| Anno    | Categoria | Squadre                                                  | Gomme | SEB | SPA | LMS | SIL | SÃO | BHR | FUJ | SHA | Punti | Pos. |
| ------- | --------- | -------------------------------------------------------- | ----- | --- | --- | --- | --- | --- | --- | --- | --- | ----- | ---- |
| 2012    | LMGTE     | AF Corse (Luxury Racing, Krohn Racing, AF Corse-Waltrip) | MD    | 1   | 2   | 1   | 1   | 1   | 1   | 2   | 2   | 338   | 1º   |
| 2012    | LMGTE     | AF Corse (Luxury Racing, Krohn Racing, AF Corse-Waltrip) | MD    | 6   | 3   | 2   | 2   | 3   | 3   | 3   | 5   | 338   | 1º   |
| Anno    | Categoria | Squadre                                                  | Gomme | SIL | SPA | LMS | SÃO | COA | FUJ | SHA | BHR | Punti | Pos. |
| 2013    | LMGTE     | AF Corse (Krohn Racing, 8Star Motorsports)               | M     | 2   | 1   | 4   | 1   | 2   | 2   | 4   | 1   | 225   | 1º   |
| 2013    | LMGTE     | AF Corse (Krohn Racing, 8Star Motorsports)               | M     | 5   | 2   | 5   | 6   | 3   | 8   | 5   | 3   | 225   | 1º   |
| Anno    | Categoria | Squadre                                                  | Gomme | SIL | SPA | LMS | COA | FUJ | SHA | BHR | SÃO | Punti | Pos. |
| 2014    | LMGTE     | AF Corse (8Star Motorsports, RAM Racing)                 | M     | 4   | 1   | 1   | 3   | 1   | 3   | 1   | 3   | 288   | 1º   |
| 2014    | LMGTE     | AF Corse (8Star Motorsports, RAM Racing)                 | M     | 5   | 3   | 5   | 7   | 2   | 7   | 3   | 4   | 288   | 1º   |
| Anno    | Categoria | Squadre                                                  | Gomme | SIL | SPA | LMS | NUR | COA | FUJ | SHA | BHR | Punti | Pos. |
| 2015    | LMGTE     | AF Corse (SMP Racing)                                    | M     | 1   | 4   | 4   | 14  | 7   | 1   | 2   | 2   | 286   | 2°   |
| 2015    | LMGTE     | AF Corse (SMP Racing)                                    | M     | 3   | 7   | 1   | 3   | 3   | 3   | 4   | 6   | 286   | 2°   |
| Legenda |           |                                                          |       |     |     |     |     |     |     |     |     |       |      |